# Isofraxidin-7-glucósido
Isofraxidin-7-glucósido (calycanthoside) es un principio activo que se encuentra en Eleutherococcus senticosus que está clasificado como una cumarina. Es un glucósido de isofraxidin.